# Сан-Лоуренсу (футбольний клуб)
Групу Дешпортіву Рекреатіву Сан-Лоуреншу душ Оргауш або просто Сан-Лоуренсу (порт. Grupo Desportivo Recreativo São Lourenço dos Órgãos) — професіональний кабо-вердський футбольний клуб з міста Сан-Лоуреншу, на острові Сантьягу.

## Історія
Команда була заснована в 1966 році в місті Сан-Лоуреншу душ Оргауш в південно-східній частині острова Сантьягу, в другій за величиною громаді острова. До 2006 року команда грала у Другому дивізіоні Чемпіонату острова. В цьому дивізіоні вона грала в групі «Centro Sul». Команда жодного разу не вигравала ні перший, ні другий дивізіони чемпіонатів, і навіть Кубку.

## Історія виступів у чемпіонатах та кубках
| Сезон   | Див. | Міс. | Іг. | В | Н | П | ЗМ | ПМ | РМ | О  | Кубок | Суперкубок | Примітки                                    |
| ------- | ---- | ---- | --- | - | - | - | -- | -- | -- | -- | ----- | ---------- | ------------------------------------------- |
| 2014-15 | 2    | 9    | 12  | 3 | 2 | 7 | 10 | 14 | -4 | 11 |       |            | Не пробився до фінальної частини чемпіонату |